# Київське повстання (1068)
Ки́ївське повста́ння — повстання, що відбулося на початку вересня 1068 року в Києві, проти великого князя київського Ізяслава Ярославича. Рушійною силою повстання були кияни, а також мешканці сусідніх сіл Київської землі.

## Причини
Причиною повстання стала відмова князя видати киянам зброю і коней для продовження боротьби з половцями, які восени 1068 розбили об'єднані сили Ярославичів (Ізяслава, Всеволода і Святослава) на річці Альті і грабували київські землі. Святослав після розгрому втік до Чернігова, а Ізяслав і Всеволод — до Києва.
Після поразки, як свідчить нині наявний текст «Повісті минулих літ»: 
| «... люди київські прибігли до Києва, і вчинили віче на торговищі і сказали, пославши (послів) до князя: «Ось половці розсипалися по землі. Дай-но, княже, зброю та коней, і ми ще поб’ємося з ними». Але, Ізяслав цього не послухав»[1] |

## Події
Полонивши полоцького князя Всеслава Брячиславича, Ярославичі порушили клятву, дану на хресті. У нині наявному тексті «Повісті минулих літ» читаємо: "Всеслав же сів у Києві, — а се Бог явив Хресну Силу, тому що Ізяслав, цілувавши хреста, схопив його (Всеслава). І через те навів Бог поганих, а сього явно визволив Хрест Чесний, бо в день Воздвиження Всеслав, зітхнувши, сказав: «О, Хресте Чесний! Оскільки я в тебе вірив, визволи мене з ями цієї. І Бог показав Силу Хресну на повчання землі Руській: хай не переступають Чесного Хреста, цілувавши його».
Після чого розпочалося повстання. Повсталі розгромили двір тисяцького Коснячки і звільнили підступно ув'язненого 10 липня 1067 року полоцького князя Всеслава Брячиславича, проголосивши його великим князем. Визволення Всеслава сталося 14 вересня 1068 року, в день Воздвиження. Саме тому у зміщенні зі стола князя-клятвовідступника (Ізяслава) частина населення, і церковної знаті могла вбачати промисел Божий.
Ізяслав із братом Всеволодом Ярославичем Переяславським утекли з князівського палацу, тут же розграбованого городянами, що взяли «бещисленое множьство злата и сребра». 15 вересня Ізяслав із дружиною Гертрудою перебрався до Польщі, де заручившися підтримкою Болеслава II Сміливого, внука Великого князяВолодимира Великого, через 6 місяців рушив на Київ. Всеслав, дізнавшись про наближення Ізяслава з польським військом, утік без битви до Полоцька. 2 травня Ізяслав із поляками ввійшов до Києва і, незважаючи на заступництво молодших Ярославичів, послав до Києва свого сина Мстислава, який:
| “...порубав киян, що висікли були (з порубу) Всеслава, числом сімдесят чоловік, а інших осліпив, а (ще) інших він без вини погубив, не учинивши дізнання”.[2][3] |
Повстання було придушене.